# Magnus Gabriel von Block
Magnus Gabriel von Block (tidigare Magnus Gabriel Block), född 25 april 1669 i Stockholm, död 16 april 1722 i Söderköping, var en svensk läkare, författare och alkemist.

## Biografi
Magnus Gabriel Block var son till hovpredikanten i Hedvig Eleonora församling Martin Block och Ursula Jönsdotter Lilliestierna. Fadern avled 1675 och modern gifte då om sig med superintendenten på Gotland, Petrus Stjernman, som var sonson till Nicolaus Olai Bothniensis.
Block skrevs in vid Uppsala universitet 1679 och åkte 1693 på en studieresa i Europa. Han anställdes 1696 som kabinettssekreterare hos storhertigen av Toscana Cosimo III. År 1700 återvände han till Sverige, gifte sig med Anna Kristina von Düben och arbetade som kanslist i stora kansliet. Året därpå reste han åter utomlands och tog sin medicine doktorsgrad vid universitetet i Harderwijk 1702. Han erbjöds tjänsten som livmedikus av Karl XII men avböjde och blev i stället provinsialläkare i Östergötland med stationering i Norrköping. Under den tiden bröt en pestepidemi ut, varvid en tredjedel av befolkningen dog. Han gjorde år 1714 en undersökning av Ester Jönsdotters berömda fall av självsvält, och utgav sedan en bok om detta. 
Block utsågs 1711 till assessor vid Collegium medicum och 1714 till rådman i Norrköping. Han adlades 1719 och blev efterföljande år utsedd till rikstranslator med titel av kansliråd. Block upptäckte 1708 Himmelstalunds hälsobrunn i Norrköping, och 1719 även S:t Ragnhilds källa, sedermera Söderköpings Brunn, som 1774 gavs privilegier av Gustav III. Vid ett besök i Söderköping avled han av ett plötsligt slaganfall.